# Say Yay!
«Say Yay!» —en español: «¡Di que sí!»— es una canción compuesta por Barei, Rubén Villanueva y Víctor Púa, e interpretada en inglés por Barei. Fue elegida para representar a España en el Festival de la Canción de Eurovisión de 2016 en la gala de Objetivo Eurovisión donde venció a otros 5 aspirantes. Se lanzó el 25 de enero de ese año, entrando al número uno de descargas digitales en España (iTunes) en la madrugada del día siguiente, solo unas horas después de su lanzamiento.
El videoclip fue grabado entre Madrid, Barcelona, Estocolmo, Londres, La Habana y Miami.

## Festival de Eurovisión

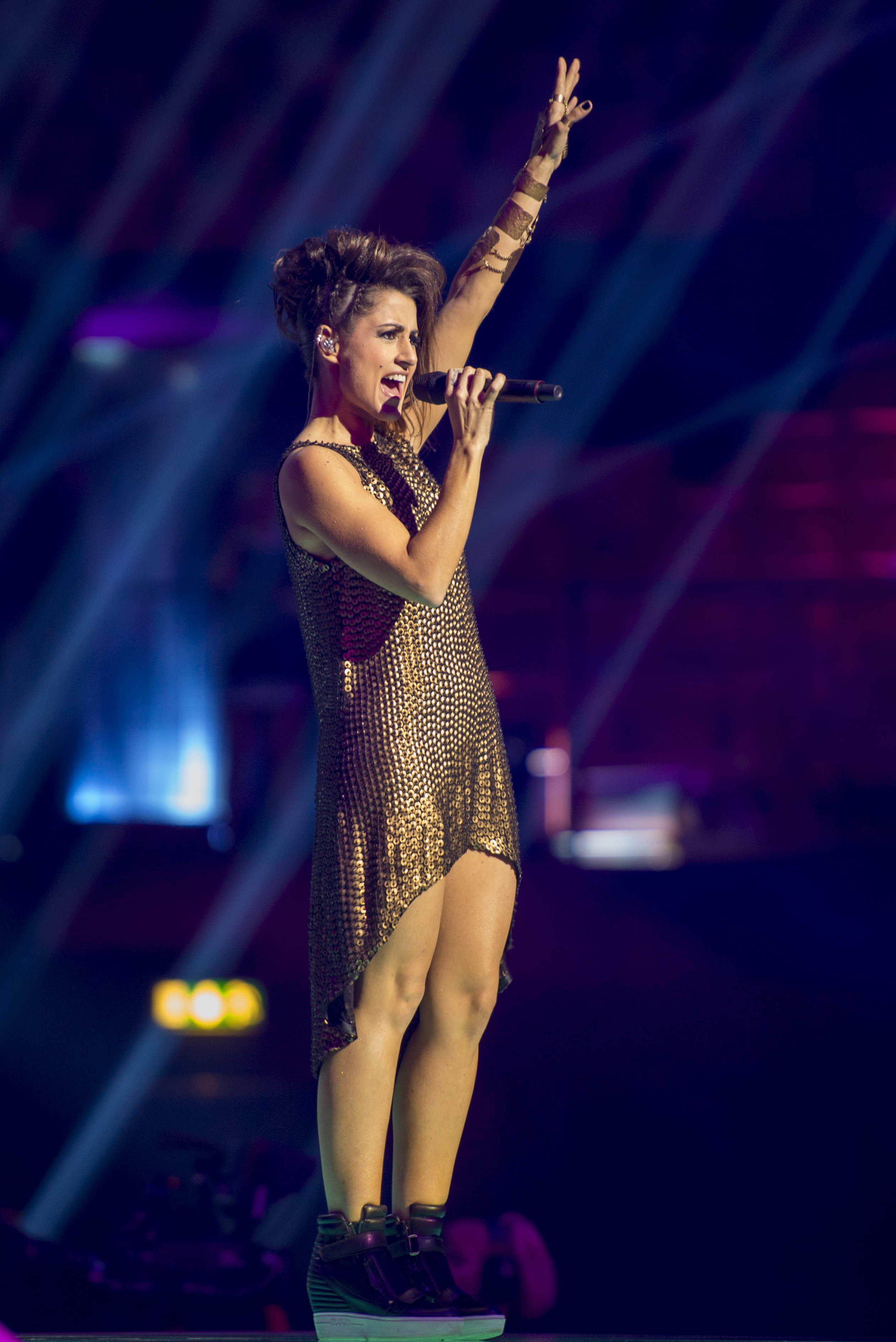
Barei interpretando la canción en un ensayo durante el Festival de la Canción de Eurovisión 2016.

### Objetivo Eurovisión
La canción participó en la gala Objetivo Eurovisión, celebrada el 1 de febrero de 2016. La intérprete, Barei, fue elegida por el público español mediante el hashtag #euroapuesta en sus redes sociales, y fue anunciada entre las seis candidaturas propuestas el 29 de diciembre de 2015; mientras que la canción se estrenó un día después junto a las demás canciones del certamen. Finalmente, la canción se declaró ganadora de la gala con 114 puntos, y siendo así elegida para representar a España en el Festival de la Canción de Eurovisión de 2016.
La elección de esta canción fue motivo de polémica al ser la primera que RTVE envió con toda la letra en inglés desde su debut en 1961. El académico de la Real Academia Española, José María Merino, calificó el hecho de «disparate». TVE ya incluyó parcialmente este idioma en 1988, 2002, 2007, 2009 y 2014, así como el francés en 1978.

### Festival de la Canción de Eurovisión 2016
Esta canción fue la representación española en el Festival de la Canción de Eurovisión 2016.
No participó en ninguna semifinal, ya que es un país miembro del «Big 5» (dicho grupo de países pasa directamente a la final, sin tener que participar en las dos semifinales), pero hizo una actuación extra en la Semifinal 1.
Así, la canción fue interpretada en 19º lugar durante la final celebrada el sábado 14 de mayo de ese año, precedida por Rusia con Sergey Lazarev interpretando «You are the only one» y seguida por Letonia con Justs interpretando «Heartbeat». Finalmente, la canción quedó en 22º puesto con 77 puntos, obteniendo 67 puntos del jurado y 10 del televoto.

## Formatos
Descarga digital
| Say Yay! |            |          |  |
| N.º      | Título     | Duración |  |
| 1.       | «Say Yay!» | 2:57     |  |

## Listas

### Semanales
| País    | Lista                                                                 | Mejor posición |
| ------- | --------------------------------------------------------------------- | -------------- |
| España  | Top 100 Canciones + Streaming                                         | 36             |
| Suecia  | International Federation of the Phonographic Industry[cita requerida] | 63             |
| Francia | National Syndicate of Phonographic Publishing[cita requerida]         | 183            |